# Quim Salvans
Quim Salvans Hidalgo (nacido el 19 de mayo de 1998 en Badalona, Barcelona es un jugador de baloncesto español de 1,89 metros de estatura, que juega en la posición de escolta en el Club Bàsquet Prat de la LEB Plata.

## Trayectoria
Salvans se formó en las categorías inferiores del Joventut de Badalona, antes de ingresar en la temporada 2016-17 en las filas del  Club Arenys Basquet con el que llegó a debutar en Liga EBA.
En la temporada 2017-18, firma con Hestia Menorca de Liga EBA, con el que logra el ascenso a LEB Plata. Tras disputar una segunda temporada con el conjunto menorquín en LEB Plata, en la temporada 2019-20 firma por el CB Castelldefels de Liga EBA.
En la temporada 2020-21, firma por el Club Bàsquet Prat de la LEB Plata.
El 30 de agosto de 2021, firma por el Club Polideportivo La Roda de la LEB Plata.
El 20 de agosto de 2022, regresa al Club Bàsquet Prat de la LEB Plata, con el que lograría el ascenso a Liga LEB Oro.